# Nephrolepis rhizodes
Nephrolepis rhizodes là một loài dương xỉ trong họ Nephrolepidaceae. Loài này được Kunze mô tả khoa học đầu tiên năm 1848.
Danh pháp khoa học của loài này chưa được làm sáng tỏ. 